# Gunlock
Gunlock, ou RayForce (レイフォース) au Japon, est un jeu vidéo de type shoot 'em up à défilement vertical développé et édité par Taito sur borne d'arcade en 1993. Il est porté sur Saturn en 1995. À cette occasion, l'éditeur le renomme Layer Section (レイヤーセクション) à sa sortie au Japon et Galactic Attack dans le reste du monde.

## Rééditions
- 1995 - Saturn ;
- 1997 - Windows ;
- 2007 - PlayStation 2 dans la compilation Taito Memories II Joukan uniquement au Japon.

## Série
1. Gunlock ou RayForce
2. RayStorm (1996, borne d'arcade, PlayStation, Saturn)
3. RayCrisis (1998, borne d'arcade, PlayStation)